# Хундердорф
Хундердорф (њем. Hunderdorf) општина је у њемачкој савезној држави Баварска. Једно је од 37 општинских средишта округа Штраубинг-Боген. Према процјени из 2010. у општини је живјело 3.299 становника. Посједује регионалну шифру (AGS) 9278139.

## Географски и демографски подаци
Хундердорф се налази у савезној држави Баварска у округу Штраубинг-Боген. Општина се налази на надморској висини од 338 метара. Површина општине износи 22,2 km². У самом мјесту је, према процјени из 2010. године, живјело 3.299 становника. Просјечна густина становништва износи 148 становника/km².

## Међународна сарадња
| Мјесто                 | Држава   | Врста сарадње | Од    |
| ---------------------- | -------- | ------------- | ----- |
| Санкт Јохан ам Вимберг | Аустрија | партнерство   | 1987. |
| Извор                  |          |               |       |